# Yılmaz Tunç

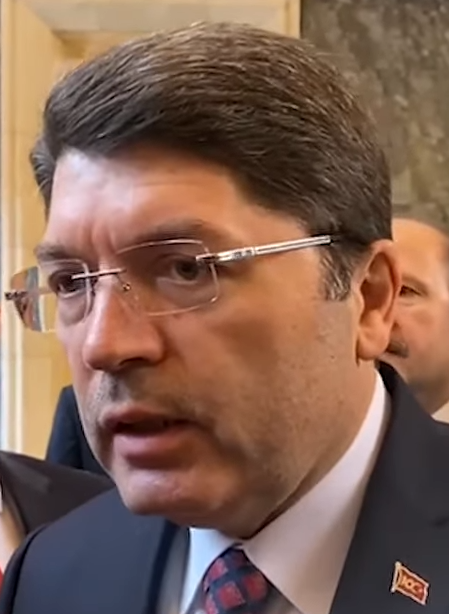
Yılmaz Tunç, 2023

Yılmaz Tunç (* 1. Februar 1971 im Dorf Ulukaya in Ulus) ist ein türkischer Politiker und Jurist. Er ist seit Juni 2023 Justizminister der Türkei im Kabinett Erdoğan V.

## Biografie
Tunç absolvierte 1995 sein Studium der Rechtswissenschaften an der Universität Istanbul. Anschließend erwarb er einen Master-Abschluss im Fachbereich Finanzrecht an der Sozialwissenschaftlichen Fakultät derselben Universität.
Tunç wurde 1998 stellvertretender Ortsvorsitzender der Fazilet Partisi in Pendik und 1999 Mitglied des Stadtrats von Pendik. 2001 wurde er Gründungsvorsitzender der Ortsgruppe der AKP in Pendik. Bei den Parlamentswahlen 2007, 2011, Juni 2015, den vorgezogenen Wahlen im November 2015 und 2018 wurde er als Vertreter von Bartin für die AKP in die Große Nationalversammlung der Türkei gewählt.
Juni 2023 wurde er zum Justizminister im Kabinett von Recep Tayyip Erdoğan ernannt.